# آدام میتر
آدام میتر (انگلیسی: Adam Mitter؛ زادهٔ ۵ ژانویهٔ ۱۹۹۳) بازیکن فوتبال اهل بریتانیا است.
از باشگاه‌هایی که در آن بازی کرده‌است می‌توان به باشگاه فوتبال بارو و باشگاه فوتبال بلکپول اشاره کرد.